# رائد بكو
رائد بكو مواليد 8 يوليو 1987 في سوريا، هو لاعب كرة قدم سوري. يلعب كمدافع.

## المسيرة الاحترافية

### أندية لعب لها
- نادي الحرية (سوريا)